# Scarpa d'oro 2022

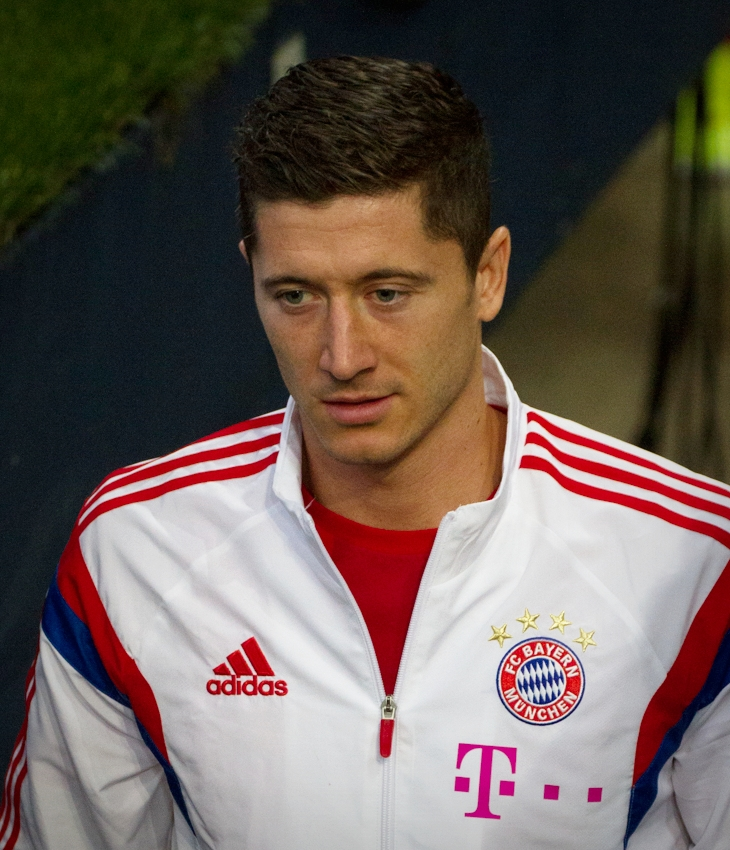
Robert Lewandowski, vincitore della Scarpa d'oro 2022

La Scarpa d'oro 2022 è il riconoscimento calcistico conferito al giocatore che, durante la stagione calcistica europea, ha ottenuto il miglior punteggio calcolato moltiplicando il numero di reti messe a segno in partite di campionato per il coefficiente di difficoltà del campionato stesso.
Il premio è stato vinto da Robert Lewandowski grazie ai suoi 35 gol segnati durante la stagione 2021-2022. Per l'attaccante del Bayern Monaco si tratta del secondo successo consecutivo nella competizione.

## Classifica finale
Questa è la classifica relativa alle prime dieci posizioni della competizione.
| Pos. | Nome               | Campionato attuale      | Squadra/e             | Gol | C-UEFA | Punti |
| ---- | ------------------ | ----------------------- | --------------------- | --- | ------ | ----- |
| 1    | Robert Lewandowski | Bundesliga              | Bayern Monaco         | 35  | x2     | 70    |
| 2    | Kylian Mbappé      | Ligue 1                 | Paris Saint-Germain   | 28  | x2     | 56    |
| 3    | Ciro Immobile      | Serie A                 | Lazio                 | 27  | x2     | 54    |
| 3    | Karim Benzema      | Primera División        | Real Madrid           | 27  | x2     | 54    |
| 5    | Wissam Ben Yedder  | Ligue 1                 | Monaco                | 25  | x2     | 50    |
| 6    | Ohi Omoijuanfo     | Eliteserien e Superliga | Molde e Stella Rossa  | 33  | x1,5   | 49,5  |
| 7    | Patrik Schick      | Bundesliga              | Bayer Leverkusen      | 24  | x2     | 48    |
| 7    | Dušan Vlahović     | Serie A                 | Fiorentina e Juventus | 24  | x2     | 48    |
| 9    | Heung-min Son      | Premier League          | Tottenham             | 23  | x2     | 46    |
| 9    | Mohamed Salah      | Premier League          | Liverpool             | 23  | x2     | 46    |